# NGC 1477
NGC 1477 je galaksija u zviježđu Eridan.

## Vanjske poveznice
- SEDS: NGC 1477